# Nederlands Instituut in Athene
Das Nederlands Instituut in Athene (griechisch Ολλανδικό Ινστιτούτο Αθηνών, kurz NIA) ist eines von 17 ausländischen archäologischen Instituten in Griechenland, die alle ihren Hauptsitz in Athen haben.

## Geschichte und Aufgaben
Das Institut wurde 1976 als Archeologische School van Nederland in Athene gegründet und 1984 vom griechischen Kultusministerium als ausländische archäologische Schule unter der Bedingung anerkannt, einen eigenen Sitz in Athen, der Platz für Bibliothek und Fotoarchiv bieten müsse, zu nehmen und einen permanent in Griechenland lebenden niederländischen Archäologen als Direktor zu berufen. Bereits die 1976 unter der Ägide von Simon C. Bakhuizen ins Leben gerufene Archeologische Survey School van Nederland in Griekenland ermöglichte archäologische Feldarbeit durch niederländische Forscher in Griechenland. Allerdings wurden nur Genehmigungen für Surveys erteilt. Ziel der Institutsgründung war es daher zunächst, eine Einrichtung zu haben, unter deren Führung archäologische Ausgrabungen in Griechenland ermöglicht wurden. Die niederländische Regierung war bereit, das Institut für einige Jahre zu unterstützen, die dauerhafte Finanzierung sollte jedoch durch die niederländischen Universitäten gewährleistet werden.
Als 1991 die Regierung ihre Unterstützung einstellte und allein durch archäologische Forschungen ein derartiges Institut nicht zu halten war, wurde dessen Aufgabengebiet auf alle Bereiche an Griechenland ausgerichteter Forschung ausgeweitet. Dem trug einerseits der neue Name Het Nederlands Instituut in Athene Rechnung, andererseits wurden auch Wissenschaftler aus Forschungsgebieten jenseits der Archäologie eingestellt. Ein Verein von Freunden wurde ins Leben gerufen, der das Institut unterstützt. Die administrative Leitung wurde der Universität Amsterdam übertragen, die weiteren fünf niederländischen Universitäten Utrecht, Leiden, Groningen, Nijmegen und die Freie Universität Amsterdam sind am Institut beteiligt. Im Jahr 1999 bezog das Institut ein neoklassizistisches Gebäude in der Makri 11, in dem es noch heute untergebracht ist.
Das Institut hat seine akademischen und kulturellen Aktivitäten durch die Organisation von Kolloquien, durch Vorlesungs- und Vortragsreihen sowie Seminare  ausgedehnt. Es veranstaltet Konzerte, Videopräsentation, Lesungen und Ausstellungen, die dem griechisch-niederländischen Verhältnis und dem Kulturaustausch beider Länder dienen sollen.

## Einrichtungen und Forschung
Die Bibliothek des Instituts umfasst etwa 5.500 Bände. Ziel ist es, eine Sammlung zur Archäologie Griechenlands, zur Griechischen Antike, zur antiken, byzantinischen und modernen Geschichte Griechenlands sowie zur Neugriechischen Philologie aufzubauen. Darüber hinaus sammelt das Institut Werke zur griechischen Religion, zu Athen in der Antike, zur Geoarchäologie, zur Landschaftskunde und zu Spezialgebieten wie die „Ägäis in osmanischer Zeit“.
Ausgrabungen durch das Institut finden derzeit in Geraki in der Nähe Spartas und im thessalischen Neos Halos statt. Surveys werden in Zakynthos und in Tanagra durchgeführt.

## Publikationen
Das Institut gibt die jährlich erscheinende Zeitschrift Pharos heraus, die als Forum für niederländische Forscher auf mit Griechenland verbundenen Themen dient und über die eigenen Forschungen des Instituts informiert. Seit 1990 erscheinen in der Reihe Publications of the Netherlands Institute at Athens Monographien und Kongressbände.

## Liste der Direktoren
- G. J. M. J. te Riele  1982–1995
- Margriet Haagsma 1995–2001
- Gert Jan van Wijngaarden 2001–2006
- Christiane Tytgat 2006–2014
- Winfred van de Put 2014–